# Québec (Procureur général) c. A
Québec (Procureur général) c. A est un arrêt de principe de la Cour suprême du Canada concernant l'absence de droits et obligations entre conjoints de fait en droit québécois. 
Cette décision a été surnommée Éric c. Lola dans les médias, bien que ces noms soient fictifs et que l'intitulé réel de la décision soit Québec (Procureur général) c. A.

## Contexte factuel et juridique
Un milliardaire québécois (que l'anonymat des instances judiciaires familiales interdit de nommer) se sépare de sa conjointe de fait. Celle-ci intente une poursuite pour réclamer une pension alimentaire en vertu de l'article 585 du Code civil du Québec. Or, cette disposition dit que seuls les époux et les parents en ligne directe se doivent des aliments. Puisqu'une grande proportion des individus en couple au Québec sont des conjoints de fait, la véritable intention de la poursuite est de faire évoluer l'interprétation de la loi par les tribunaux afin de mettre les conjoints de fait sur un pied d'égalité avec les couples mariés en matière d'obligation alimentaire. 
La plaidoirie affirme notamment que les différences juridiques entre conjoints de fait et époux mariés sont inconstitutionnelles, entre autres parce que chacune des neuf autres provinces canadiennes reconnaît des droits pour les conjoints de fait qui font vie commune pendant un certain nombre d'années, tandis que le Québec n'offre aucune reconnaissance légale quel que soit la durée de cohabitation.

## Décision
La question constitutionnelle était de savoir si la distinction entre conjoints de fait et époux mariés portait atteinte, sans justification, au droit à l’égalité découlant de l'article 15(1) de la Charte canadienne. La Cour suprême du Canada a tranché par la négative.
La décision se compose de plusieurs opinions. Une majorité de la Cour a convenu que la distinction ou qu'elle porte atteinte à l'article 15(1) (cinq des juges, McLachlin, Deschamps, Abella, Cromwell et Karakatsanis répondraient oui.) mais que cette discrimination est justifiée en vertu de l'article premier (la juge en chef McLachlin, qui soutient indirectement le camp des 4 autres juges qui estiment que ni l'article 15 ni l'article 1 ne sont enfreints). La juge Abella a conclu que la distinction porte atteinte à l'article 15(1) est n'est pas justifiée en vertu de l'article 1er. Trois des juges ont conclu que les distinctions entre conjoints de fait et époux mariés portent atteinte à l'article 15(1) mais les distinctions concernant le propriété sont justifiées et les distinctions concernant l’obligation alimentaire ne sont pas justifiées. 
La Cour réaffirme le droit québécois antérieur, selon lequel il n'existe aucune différence entre un conjoint de fait qui fait vie commune avec son partenaire pendant plusieurs années et un pur étranger rencontré le temps d'une aventure d'un soir. Les conjoints de fait ne se doivent rien en droit québécois. Un conjoint de fait ne peut jamais bénéficier d'une pension alimentaire et ne peut jamais hériter en l'absence de testament. 
Écrivant au nom de la majorité (mais pour la minorité au sujet d'article 15 de la Charte), le juge Lebel est à l'aise avec le droit actuel et antérieur en raison du principe de liberté de choix des époux, qui sont libres de choisir de se marier ou non. Quant à la juge McLachlin, elle croit qu'il est nécessaire de recourir au test Oakes de l'article 1er de la Charte canadienne des droits et libertés pour sauvegarder la constitutionnalité du régime actuel. Dans un jugement dissident, la juge Abella est d'avis que le régime québécois de droit de la famille est inconstitutionnel dans son ensemble.